# 香積寺 (杭州市)
香積寺（こうしゃくじ）は、中華人民共和国浙江省杭州市拱墅区湖墅街道大兜路1号にある仏教寺院。

## 歴史
香積寺は、北宋の太平興国3年（978年）の創建で、当時は興福寺と称した。大中祥符年間（1008年 - 1016年）、名称を香積寺と改称する。元末の兵火で焼失している。明の洪武年間（1368年 - 1398年）は寺院を再建した。
1989年12月、浙江省人民政府は仏寺を浙江省文物保護単位に認定した。

## 伽藍
牌坊、放生池、天王殿、大聖緊那羅王殿、大雄宝殿、蔵経閣、観音殿、文殊殿、普賢殿、鐘楼、鼓楼、地蔵殿、伽藍殿